# خانه روئین‌تن
خانه روئین‌تن مربوط به دوره قاجار است و در کاشان، محله سوری جان (سرخه جان) واقع شده و این اثر در تاریخ ۲۷ دی ۱۳۷۷ با شمارهٔ ثبت ۲۲۵۱ به‌عنوان یکی از آثار ملی ایران به ثبت رسیده است.